# Седан (Міннесота)
Седан (англ. Sedan) — місто (англ. city) в США, в окрузі Поуп штату Міннесота. Населення — 43 особи (2020).

## Географія
Седан розташований за координатами 45°34′42″ пн. ш. 95°14′41″ зх. д. / 45.57833° пн. ш. 95.24472° зх. д. (45.578296, -95.244701).  За даними Бюро перепису населення США в 2010 році місто мало площу 1,32 км², уся площа — суходіл.

## Демографія
Згідно з переписом 2010 року, у місті мешкало 45 осіб у 21 домогосподарстві у складі 10 родин. Густота населення становила 34 особи/км².  Було 28 помешкань (21/км²).
Расовий склад населення:
| - 100,0 % — білих |

До двох чи більше рас належало 0,0 %. Частка іспаномовних становила 0,0 % від усіх жителів.
За віковим діапазоном населення розподілялося таким чином: 11,1 % — особи молодші 18 років, 82,2 % — особи у віці 18—64 років, 6,7 % — особи у віці 65 років та старші. Медіана віку мешканця становила 40,8 року. На 100 осіб жіночої статі у місті припадало 95,7 чоловіків;  на 100 жінок у віці від 18 років та старших — 100,0 чоловіків також старших 18 років.
Середній дохід на одне домашнє господарство  становив 39 033 долари США (медіана — 32 250), а середній дохід на одну сім'ю — 54 033 долари (медіана — 50 000). За межею бідності перебувало 16,7 % осіб, у тому числі 0,0 % дітей у віці до 18 років та 33,3 % осіб у віці 65 років та старших.
Цивільне працевлаштоване населення становило 28 осіб. Основні галузі зайнятості: виробництво — 35,7 %, мистецтво, розваги та відпочинок — 25,0 %, сільське господарство, лісництво, риболовля — 17,9 %.